# Rumán Sándor
Rumán Sándor (1953–) magyar szobrász, újító

## Élete
Édesapja a budapesti metró mérnöke volt, édesanyja tisztiorvos, ő maga a Könnyűipari Főiskolán 1978-ban, az Iparművészeti Főiskola Továbbképző Intézetében pedig 1982-ben végzett. Alig 30 évesen, 1983-ban Kiváló Újító díjat kapott a könnyűipari design és technológiai megoldásai elismeréseként. A designt követő szobrászi korszakát Kozsuhárov Ognján, a Képzőművészeti Főiskola tanára segítette kibontakozni.

## Ismert alkotásai
A solymári községházán látható Galamberzsébet című (Spéter Erzsébet színházi mecénásról készült) allegorikus dombormű (1996, ), a solymári Szél-hegyen álló kálvária 14 stációja és a község kegytemploma előtt álló „Resurrexi” című, a feltámadt Krisztusról készült szobra (1999, ); az új Rózsika-forrás emlékmű (2002, ), a Mátyás király kútja () a felújított solymári várban (2006), valamint az utolsó solymári szülésznő, Szentesi Ferencné Ritter Borbála emlékhelye (2016, ). Részben az ő munkája és felajánlása révén valósult meg néhány hét leforgása alatt az 1995 tavaszán ismeretlenek által lerombolt, eredetileg 1933-ban emelt solymári temetői nagykereszt helyreállítása.
Nemzeti Szalon és Unió Szalon címmel több rangos rendezvényt szervezett, ahol solymári művészeket mutatott be 2002-2003 között, ezeken egyebek közt az akkori kultuszminiszter (Görgey Gábor) is részt vett.
Munkái közül érdekesség az USA elnöke, Barack Obama számára ajándékozott „Universum made in Pax” című aranyérem (2009, ), mely a békéről és az egységről szól, ennek megalkotásában munkatársa Milbich Tamás grafikus volt. Újítói munkásságát 2004-től ismét folytatta, kezdeményezője és koordinátora lett a kísérletileg Solymárról indított, majd országszerte elterjedő interaktív, prevenciós sebességcsökkentés pedagógiájának és módszereinek.